# Mondsee (jezero)
Mondsee (česky Měsíční jezero) je jedno z rakouských jezer, ležící v regionu Solné komory (Salzkammergut), ve spolkové zemi Horní Rakousy. Vděčí svému názvu tvaru protáhlého půlměsíce vklíněného pod „strážní věž Solnohradska“, Schafberg. Jeho jihozápadní břeh tvoří hranici mezi Horními Rakousy a Salcburskem.
Dominantou jezera je tzv. Dračí stěna (Drachenwand) (1176 m n. m.), na kterou vede zajištěná cesta.

## Číselné údaje
Jezero Mondsee je dlouhé 16,4 km a široké 2,3 km. Rozloha jezera je 14,2 km². Nadmořská výška hladiny je 481 m, maximální hloubka až 68 m.

## Vodní režim
Do jezera přitékají řeky Fuschler Ache a Zeller Ache, které se v něm spojí v Seeache, která napájí větší Attersee.

## Vlastnosti vody
Jezerní voda je relativně čistá. Mondsee je jedním z nejteplejších rakouských jezer: teplota dosahuje až 27 °C.

## Fauna
V jezeře žijí například štiky, pstruzi, úhoři nebo kapři.

## Historie
V roce 1864 byly objeveny zbytky kůlů z mladší doby kamenné. Ke správní obci Mondsee se vztahuje nejstarší historie Rakouska, neboť právě zde byly objeveny stopy po kultuře zvoncovitých pohárů, pozdní eneolit a počátek doby bronzové. Lokalita je rovněž slavná díky bohatým nálezům výrobků z mědi, z téhož období, které obsahují vysoký obsah arzenu.
O vzniku názvu Mondsee existuje pověst. Bavorský vévoda Odilo Bavorský přijížděl v noci k Dračí stěně. Zřejmě by se zřítil do hlubin, kdyby si na poslední chvíli nevšiml Měsíce, zrcadlícího se na jezerní hladině. Roku 748 založil benediktinský klášter jako poděkování Bohu za záchranu života. Ve skutečnosti je ale název jezera odvozen od slova Mann (německy „muž, člověk“).
Jezero Mondsee, stejnojmenný klášter i přilehlé pozemky patřily k sobě do roku 1791. Za josefinské církevní reformy byl klášter zrušen a připadl Náboženskému fondu. Když o 20 let později francouzský císař Napoleon Bonaparte dobyl Evropu, daroval bývalý klášter a jeho majetek bavorskému polnímu maršálovi Carlu Philippovi von Wrede, který bojoval na jeho straně. Wredeovými potomky byla hrabata Almeida, která od té doby vlastnila bývalý klášter, který později prodala, a jezero. V letech 1977 až 2024 jezero vlastnila Nicolette Wächterová, rozená Almeida. Koncem roku 2024 ho přepsala na dceru jménem Anna Wächterová, provdaná Mathyla.

## Okolí
Jezero se nachází v pohoří Salzkammergutberge. Dnes je obklopeno turistickými středisky. Hlavními centry turistického ruchu jsou městečka Mondsee a Sankt Lorenz.

## Galerie

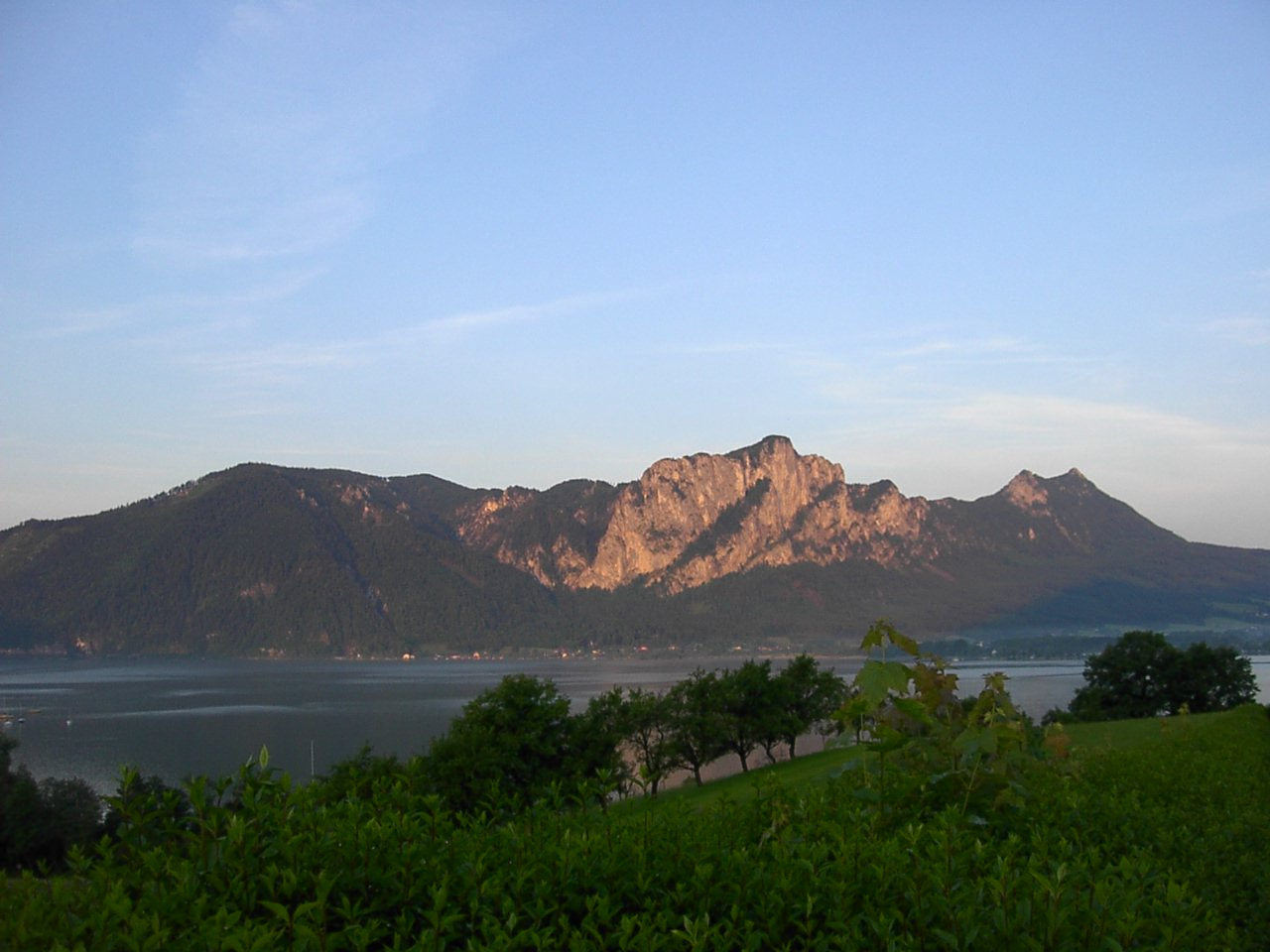
Mondsee a Dračí stěna v brzkém červnovém ránu
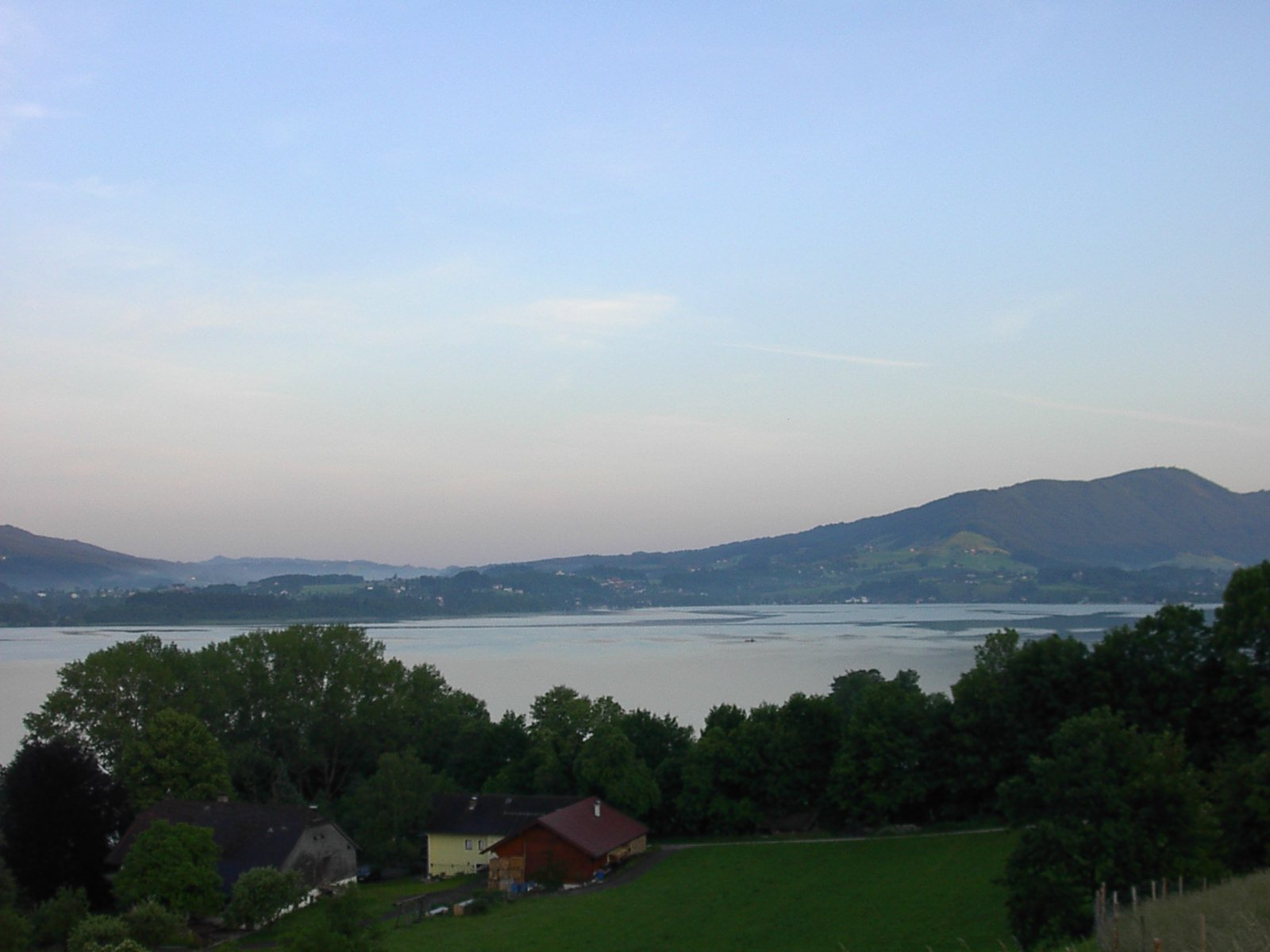
Východ Slunce nad Mondsee
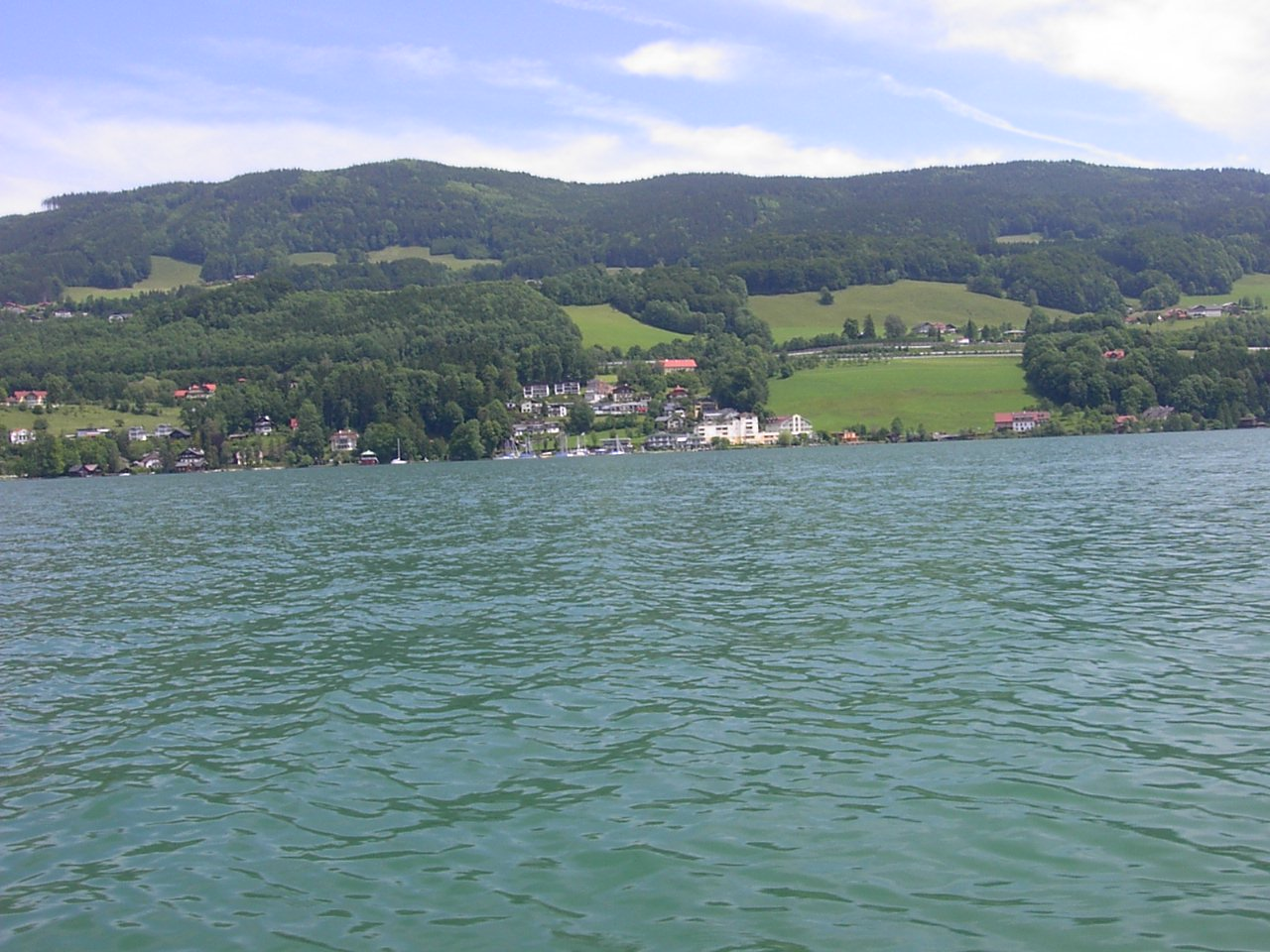
Jižní břeh Mondsee